# Einar Norman
Gustav Einar Norman, född 12 februari 1896 i Avesta, död 28 oktober 1950 i Malmö, var en svensk stenhuggare, skulptör och tecknare. 
Norman bedrev först självstudier innan han studerade vid Essem-skolan i Malmö 1945–1947 samt vid en studieresa till Paris 1949. Separat ställde han ut på Malmö Folkets hus 1948. Han medverkade i Skånes konstförenings utställningar i Malmö 1947–1949 och en minnesutställning med hans konst visades i SDS-hallen 1950. Hans konst består av blockartade konkreta figurer som ofta föreställer personer i arbete, kvinnor och barn i sten och lera i sandsten och granit bearbetade han ytorna mycket fint så att ytan skulle understryka den plastiska verkan och ge stoffliga konturer. Norman är representerad vid Malmö museum.